# Pascal Köpke
Pascal Köpke (Hanau, 3 settembre 1995) è un calciatore tedesco, attaccante svincolato.

## Biografia
È il figlio dell'ex calciatore Andreas Köpke.

## Caratteristiche tecniche
È un centravanti.

## Carriera

### Nazionale
Nel 2015 è stato convocato dalla nazionale Under-20 tedesca per disputare i Mondiali di categoria.